# Bons Mayennais
 (avril 2018).
Si vous disposez d'ouvrages ou d'articles de référence ou si vous connaissez des sites web de qualité traitant du thème abordé ici, merci de compléter l'article en donnant les références utiles à sa vérifiabilité et en les liant à la section « Notes et références ».
Bons Mayennais, est une marque commerciale appartenant à la fromagerie Vaubernier désignant un fromage industriel de lait pasteurisé de vache employant l'appellation d'origine non protégée camembert.

## Description
Le camembert de marque « Bons Mayennais » a un poids moyen de 250 grammes . Il est constitué de 45 % de matière grasse dans l'extrait sec soit 22 % de matière grasse dans le produit fini.

## Présentation de la fromagerie Vaubernier
Depuis 1912, la fromagerie Vaubernier est implantée au coeur de la campagne mayennaise à Martigné-sur-Mayenne. Plusieurs familles se sont succédé pour fabriquer le camembert Bons Mayennais.
Aujourd'hui, la fromagerie est toujours une entreprise familiale et indépendante. Elle est dirigée par Catherine Drezen, qui représente la 3ème génération aux commandes de l'entreprise.

## Fabrication
Le lait cru est collecté dans les fermes mayennaises situées à moins de 40 km de la fromagerie. Il est transféré du camion citerne de collecte vers les cuves de stockage.
- Standardisation : Lors du transfert, ce lait cru est « standardisé » (c'est-à-dire filtré, ajusté en température, écrémé et pasteurisé pour détruire une éventuelle flore pathogène) puis stocké dans une nouvelle cuve avant d'être envoyé en transformation fromagère. Ensuite, le taux de matière grasse de ce lait sera réajusté pour chaque recette.
- Emprésurage : C'est la seconde étape de la transformation. Le lait « standardisé » est soutiré vers des bassines en même temps qu'une petite quantité de présure pour le mettre à cailler. Tout doucement, le lait passe de l'état liquide à solide. Le caillé est ensuite tranché horizontalement et verticalement en petits dés, puis brassé. Le brassage favorise l'exsudation du sérum. Elle se poursuivra tout au long de la fabrication.
- Moulage : Le caillé est déversé dans la trémie de moulage et tombe sur des rouleaux appelés « obturateurs », qui s'écartent pour laisser passer le caillé dans les moules. Lorsqu'il s'y trouve, un ouvrier-fromager est chargé de le répartir le plus régulièrement possible grâce à un « répartiteur ».
- Égouttage : La rehausse est enlevée et un premier retournement des fromages est effectué. Un deuxième a lieu une heure plus tard. Ces deux retournements favorisent l’égouttage du fromage. Ils sont ensuite transférés par une nacelle en salle d’égouttage. Ils y resteront jusqu’au lendemain matin. L'égouttage se poursuit, maîtrisé par la régulation de la température de la salle.
- Démoulage : Les fromages sont transférés de la salle d’égouttage vers le démoulage. C'est un système de ventouses qui les sortent des moules et les déposent sur des claies.
- Saumurage : Les fromages sont plongés dans la saumure. Ils vont y rester quelques minutes pour que le sel pénètre dans le fromage. Ce salage permet de compléter l'égouttage, il contribue à la formation de la croûte, exhausse le goût du fromage et favorise le non-développement de micro-organismes indésirables.
- Ressuyage : Arrivés dans la salle de ressuyage, les fromages sont ensemencés par pulvérisation d'une solution de Penicillium camembertii de culture, moisissure qui, en se développant, donnera une croûte blanche standard. Ils restent là de 24 à 48 heures, le temps de bien s'égoutter.
- Affinage : Les fromages sont ensuite transférés en hâloirs pour l'affinage, où ils restent environ 10 jours. Lors de cette période, la fleur de surface se développe, entraînant l'apparition de sa croûte blanche, tandis que les différentes qualités de la pâte, tels que le goût, la saveur et la texture, évoluent doucement. Au bout du quatrième ou cinquième jour, les fromages sont retournés manuellement, un par un, et sont repositionnés correctement sur les claies, cela permet d'éviter l'adhérence de la croûte aux fils des claies et d'assurer une bonne prise par les ventouses lors de l'emballage.

Il s'est écoulé une douzaine de jours depuis l'emprésurage. L'emballage et le conditionnement des camemberts Bons Mayennais se fait sur deux lignes automatisées. Les ventouses prennent les fromages pour les déposer sur des tapis alimentant les deux conditionneuses. Les fromages sont mis sous papier dans une « salle blanche ». Ils passent ensuite dans la « salle grise » pour leur mise en boite, et enfin la mise en caisse automatique.